# Erridupizir
Erridupizir (22. století př. n. l.) byl první historicky doložený Gutejský vládce Sumeru. Vládl nejspíše v období mezi lety 2141 př. n. l. až 2138 př. n. l. Jeho nástupce byl Imta. Víme o něm díky královskému nápisu nalezeném na archeologickém nalezišti u starobylého městského státu Nippur, kde je nazván „Král Gutejců“.
| Gutejský vládce Sumeru | Gutejský vládce Sumeru                    | Gutejský vládce Sumeru |
| ---------------------- | ----------------------------------------- | ---------------------- |
| Předchůdce: neznámý    | 2141 př. n. l.–2138 př. n. l. Erridupizir | Nástupce: Imta         |